# Liste der Kulturdenkmale in Görlitz
Die Liste der Kulturdenkmale in Görlitz umfasst die Kulturdenkmale der sächsischen Kreisstadt Görlitz.
Diese Liste ist eine Teilliste der Liste der Kulturdenkmale im Landkreis Görlitz.

## Aufteilung
In Görlitz sind 3144 Kulturdenkmale erfasst (Stand vom 20. Dezember 2013). Wegen der großen Anzahl von Kulturdenkmalen in der Kreisstadt Görlitz ist diese Liste in Teillisten nach Stadt- bzw. Ortsteilen aufgeteilt.
| Lage           | Kulturdenkmale in Görlitz-…                                                                                  |
| -------------- | --- |
| Altstadt       | Altstadt, A–K                                                                                                |
| Altstadt       | Altstadt, L–Z                                                                                                |
| Biesnitz       | Biesnitz |
| Deutsch Ossig  | Deutsch Ossig                                                                                                |
| Hagenwerder    | Hagenwerder                                                                                                  |
| Innenstadt     | Innenstadt Innenstadt, A–Be Innenstadt, Bi–D Innenstadt, E–H Innenstadt, J–K Innenstadt, L–Q Innenstadt, R–Z |
| Klein Neundorf | Klein Neundorf                                                                                               |
| Klingewalde    | Klingewalde                                                                                                  |
| Königshufen    | Königshufen                                                                                                  |
| Kunnerwitz     | Kunnerwitz                                                                                                   |

| Lage            | Kulturdenkmale in Görlitz-… |
| --------------- | --------------------------- |
| Ludwigsdorf     | Ludwigsdorf                 |
| Nikolaivorstadt | Nikolaivorstadt             |
| Ober-Neundorf   | Ober-Neundorf               |
| Rauschwalde     | Rauschwalde                 |
| Schlauroth      | Schlauroth                  |
| Südstadt        | Südstadt, A–G               |
| Südstadt        | Südstadt, H–Z               |
| Tauchritz       | Tauchritz                   |
| Weinhübel       | Weinhübel                   |